# Dimčo Pavlov
Dimčo Pavlov (bolgarščina Димчо Павлов), bolgarski kipar in slikar, 29. december 1944, Plovdiv, Bolgarija, † 18. marec 1996, Plovdiv.

## Življenjepis

### Mladost
Pavlov je preživel svojo mladost v Plovdivu. Tam je obiskoval petletno Srednjo lesarsko šolo, smer rezbarstvo. Po končani srednji šoli je obiskoval tečaje risanja na Akademiji za likovno umetnost v Sofiji kot pripravo na sprejemne izpite. Leta 1967 se je vpisal na Likovno akademijo v Ljubljani, smer slikarstvo in leta 1971 diplomiral pri prof. Maksimu Sedeju. 

### Slovensko obdobje
V času študija je Pavlov delal v Narodnem muzeju v Ljubljani kot glavni restavrator za les ob pripravi razstave Stol v petih tisočletjih. Po diplomi se je z družino preselil v Koper in restavratorsko delo nadaljeval v Pokrajinskem muzeju. Med leti 1972 do 1976 je poučeval likovni pouk v osnovnih šolah Bertoki, Hrvatini in Marezige pri Kopru. Dobil je prostor za atelje in začel iskati svoj likovni izraz. S  slikanja je postopoma prešel na monumentalne reliefne plastike iz lesa, predvsem upodobitve dlani. Umetnostni zgodovinar Aleksander Bassin jih je imenoval »skulptoslike«. V Sloveniji je Pavlov predstavil svoja dela na 14 samostojnih razstavah ter sodeloval na kiparskih simpozijih v Portorožu in na Vrhniki.

### Bolgarsko obdobje
Leta 1976 se je Pavlov z družino preselil v svoje rojstno mesto Plovdiv v Bolgariji. Tam je deloval kot svobodni umetnik. Poklicni kolegi so sprva nezaupljivo sprejemali Pavlov način ustvarjanja, ki ni imel veliko skupnega s takrat v Bolgariji uveljavljenim socialističnim realizmom. V njegovem delu se je poznal vpliv Ljubljanske likovne šole in zato se ga je sprva držal pridevnik »slovenski«. Po desetih letih in po prejemu različnih priznanj se je naziv spremenil v »plovdivski« umetnik. 
Razstavo slik v Plovdivu (Grafična baza,1981) ter razstavo skulptur in risb v Sofiji (SBH, 1988) je štel za prelomni v svojem ustvarjalnem opusu.
Pavlov je bil izredno delaven in ploden avtor širokega duha. Ustvarjal je predvsem kot kipar, risar in oblikovalec arhitekturnega prostora. Projektiral je notranjo opremo bank in številnih poslovnih prostorov. Za njim so ostali tudi nikoli realizirani projekti ureditve rekreativnih površin in otroških igrišč. 
Na potovanjih po Evropi je pridobival znanje, izkušnje in lucidno spoznaval življenje drugih dežel, ter se vedno znova vračal v svoj ljubljeni Plovdiv.

## Samostojne razstave
Od leta 1975 do smrti je svoja dela predstavil na samostojnih razstavah v Sloveniji, Jugoslaviji, Italiji, na Poljskem, Nemčiji, Franciji, na Portugalskem in Bolgariji.
Pavlov je sodeloval na 18. kiparskih simpozijih v Avstriji, Sloveniji, Franciji, Italiji, Izraelu, Bolgariji in na Portugalskem, kjer njegovi monumentalni kamniti kipi še vedno stojijo.

## Skupinske razstave
Od leta 1963 naprej je sodeloval na skupinskih razstavah v Ljubljani, Portorožu (Slovenija), Plovdiv, Sofija, Gabrovo (Bolgarija), Mudzia, Buduso, (Italija) Labin, Zagreb, Reka (Hrvaška), Barcelona (Španija), Nica (Fancija), Carigrad (Turčija), Оpolie (Poljska), Dunaj (Avstrija), Frankfurt (Nemčija), New York (ZDA), itd.

## Javne kiparske postavitve v Plovdivu
Najpomembnejša dela so:
- Spominski portal ob 100-obletnici prve mednarodne razstave, Centralni park v Plovdivu, velikost 3 x 2,20 m, kamen in bron;
- Vodomet pred upravo Tobačne tovarne v Plovdivu, velikost 10 x 8 x 3 m, granit
- Stol na sejmišču v Plovdivu, velikost 2,5 x 2 m, kamen
- Dekorativna fasada na stavbi kirurške klinike v Plovdivu, velikost 10 x 4 m, beton
- Dekorativna rešetka na stopnišču kirurgije Plovdiv, velikost 100 m2
- Dekorativna fasada nad vhodom in stranska dekorativna fasada ter vodomet v notranjosti stavbe Biotehnika Plovdiv, fasada: 10 x 2,5 m in 8 m², kamen, vodomet: 1,5 x 1,5 m, bron in kamen
- Notranje oblikovanje Raiffeisenbank ter različnih družb v Plovdivu
- Spominska skulptura Prestol, velikost 30 x 20 x 20 cm, bron, nagrada za umetnost in novinarstvo, ki jo podeljuje Občina Plovdiv enkrat letno.

## Nagrade
- 1979 – zlata medalja za dosežke v umetnosti, Sofija
- 1981 – 1. nagrada za plakat 1300 let Bolgarije
- 1986 – 2. nagrada za projekt spomenika v Leningradu
- 1989 – Nagrada za dosežke na področju umetnosti, Plovdiv
- 1991 – 1. nagrada za skulpturo, Sardinija, Italija
- 1996 – Častnik znak I. stopnje za ustvarjalni opus, Plovdiv, posthumno

## Članstvo
- Zveze društev slovenskih likovnih umetnikov Slovenije (Association des Artistes Slovenes des Arts Plastiques)
- Zveze bolgarskih likovnih umetnikov (Union of Bulgarian Artists– UBA)

## Galerija
- Vodomet pred Tobačnо tovarnо v Plovdivu (1988).
- Dekorativne rešetke v Kliniki za otroško kirurgijo Plovdiv (1985).
- Dotik, risba, oglje, 100 x 70 cm (1978).
- Dlan, les, 130 x 90 x 10 cm (1975).
- Sanjarjenje, slika, akril, 100 x 70 cm (1981).
- Človek s slušalkami, les, 100 x 70 x 10 cm (1988).